# Kenneth Keating
Kenneth Barnard Keating, född 18 maj 1900 i Lima, New York, död 5 maj 1975 i New York, var en amerikansk republikansk politiker och diplomat.
Han avlade 1919 grundexamen vid University of Rochester och 1923 juristexamen vid Harvard Law School. Han inledde därefter sin karriär som advokat i Rochester i New York.
Han tjänstgjorde i första världskriget som sergeant i United States Army. Han deltog också i andra världskriget och befordrades 1948 till brigadgeneral.
Han var ledamot av USA:s representanthus 1947–1959 och ledamot av USA:s senat från New York 1959–1965. Han kandiderade till en andra mandatperiod i senaten men förlorade i 1964 års kongressval mot demokraten Robert Kennedy.
Han var USA:s ambassadör i Indien 1969–1972 och USA:s ambassadör i Israel 1973–1975. Hans grav finns på Arlingtonkyrkogården.